# Плезант-Гілл (Міссурі)
Плезант-Гілл (англ. Pleasant Hill) — місто (англ. city) в США, в окрузі Кесс штату Міссурі. Населення — 8777 осіб (2020).

## Географія
Плезант-Гілл розташований за координатами 38°48′21″ пн. ш. 94°16′20″ зх. д. / 38.80583° пн. ш. 94.27222° зх. д. (38.805880, -94.272166).  За даними Бюро перепису населення США в 2010 році місто мало площу 21,20 км², з яких 20,75 км² — суходіл та 0,45 км² — водойми.

## Демографія
Згідно з переписом 2010 року, у місті мешкало 8113 осіб у 2959 домогосподарствах у складі 2196 родин. Густота населення становила 383 особи/км².  Було 3169 помешкань (149/км²).
Расовий склад населення:
| - 95,3 % — білих - 0,7 % — чорних або афроамериканців - 0,5 % — корінних американців - 0,5 % — азіатів - 0,1 % — вихідців з тихоокеанських островів - 1,2 % — осіб інших рас |

До двох чи більше рас належало 1,7 %. Частка іспаномовних становила 3,7 % від усіх жителів.
За віковим діапазоном населення розподілялося таким чином: 29,5 % — особи молодші 18 років, 58,8 % — особи у віці 18—64 років, 11,7 % — особи у віці 65 років та старші. Медіана віку мешканця становила 33,7 року. На 100 осіб жіночої статі у місті припадало 93,7 чоловіків;  на 100 жінок у віці від 18 років та старших — 89,6 чоловіків також старших 18 років.
Середній дохід на одне домашнє господарство  становив 63 079 доларів США (медіана — 57 509), а середній дохід на одну сім'ю — 72 653 долари (медіана — 63 385). Медіана доходів становила 49 916 доларів для чоловіків та 36 604 долари для жінок. За межею бідності перебувало 12,5 % осіб, у тому числі 15,7 % дітей у віці до 18 років та 2,9 % осіб у віці 65 років та старших.
Цивільне працевлаштоване населення становило 3687 осіб. Основні галузі зайнятості: освіта, охорона здоров'я та соціальна допомога — 24,5 %, роздрібна торгівля — 15,6 %, будівництво — 12,4 %, виробництво — 11,9 %.